# 贝恩德·罗泽迈尔
贝恩德·罗泽迈尔（德語：Bernd Rosemeyer，1909年10月14日—1938年1月28日）是一名德国的赛车手。罗泽迈尔被认为是战前时代最伟大的赛车手之一。尽管不是纳粹党员，但出于宣传目的，罗泽迈尔被任命为党卫队成员，并拥有党卫队高级突击队领袖的军衔。
罗泽迈尔是1936年欧洲锦标赛的冠军，当时他驾驶的是汽车联盟的赛车。此外，他还取得过艾费尔赛、阿切尔博杯、德国大奖赛、瑞士大奖赛、范德比尔特杯等赛事的冠军。
1938年1月28日，罗泽迈尔在法兰克福和达姆施塔特之间的高速公路上尝试打破陆上速度记录时去世。